# На земле и на небесах
На земле и на небесах (яп. 天上天下 Тэндзё: Тэнгэ, досл. «Небо и земля») — манга, написанная и проиллюстрированная Ито Огурэ, более известным под псевдонимом Oh! great. Выходила в сэйнэн-журнале Ultra Jump издательства Shueisha с 1998 по 2010 год; в формате танкобонов было издано 22 тома. Сюжет рассказывает о приключениях членов клуба боевых искусств.
По сюжету манги студией Madhouse был снят аниме-сериал; его трансляция прошла на телеканале TV Asahi с 1 апреля по 16 сентября 2004 года. Всего было показано 24 серии. Кроме того было выпущено несколько OVA.
В США манга лицензирована компаниями CMX (до ноября 2010 года) и Viz Media (с ноября 2010 года), а аниме — Geneon Entertainment.

## Сюжет
Сюжет начинается с того, что Соитиро Наги и его друг Боб Макихара проводят свой первый день в Академии Тодо. Надеясь заработать «авторитет», они начинают «колотить» кого ни попадя. Однако вскоре они узнают, что учебное заведение, в котором они находятся, необычно: в нём располагается целая школа различных боевых искусств. Они вступают в дзюкэн-клуб, где начинают тренировки, однако понимают, что оказываются вовлечены в противостояние куда больших сил, чем боевых кружков.

## Персонажи
Мая Нацумэ (яп. 棗 真夜 Нацумэ Мая) — студентка третьего курса и лидер дзюкэн-клуба. Она очень опытная в различных видах боевых искусств, но не обладает Глазом Дракона (Рюганом), в отличие от своих брата и сестры. По этой причине её отец подарил ей свою проклятую катану Рэйки. В начале первой серии она использует технику манипуляции телом, чтобы стать ребёнком.
Масатака Такаянаги (яп. 高柳 雅孝 Такаянаги Масатака) — студент второго курса и младший брат Мицуоми. Большую часть времени он спокоен и немного застенчив, но его поведение меняется, когда он становится зол или возмущён чем-либо: он становится очень грозным бойцом.
Влюблён в Аю.
Ая Нацумэ (яп. 棗 亜夜 Нацумэ Ая) — студентка первого курса. Самая младшая из семьи Нацумэ. Как и её брат Син, она имеет Глаз Дракона. Влюблена в Соитиро и ревнует его к сестре. Ради него решает бороться, хотя знает, что он любит Маю. Считает себя гораздо слабее и хуже сестры, но на самом деле очень сильная из-за глаз дракона.
Соитиро Наги (яп. 凪 宗一郎 Наги Со:итиро:) — студент первого курса и хулиган. Является наследником семьи экзорцистов. Обладает возможностью перенимать сверхъестественные способности других и использовать их как свои собственные. Влюблён в Маю Нацумэ.
Боб Макихара (яп. ボブ 牧原 Бобу Макихара) — студент первого курса африканского происхождения. Дружил с Соитиро с начальной школы.
Мицуоми Такаянаги (яп. 高柳 光臣 Такаянаги Мицуоми) — действующий президент Исполнительного совета и глава семьи Такаянаги. Он студент третьего курса. Из-за инцидента с Сином он в состоянии использовать свои грозные способности только в течение примерно трёх минут за один раз.